# Euphoria (canção de BTS)
"Euphoria" é uma música do grupo masculino sul-coreano BTS, cantada como um solo pelo membro Jungkook. Foi lançado em 25 de agosto de 2018 no álbum de coletânea Love Yourself: Answer. Foi escrita por DJ Swivel, Candace Nicole Sosa, Melanie Joy Fontana, "Hitman" Bang, Supreme Boi, Adora e RM, com o DJ Swivel sendo o único produtor. Embora o videoclipe tenha sido lançado em abril, a música não foi lançada até agosto, quando o álbum Love Yourself: Answer foi lançado.

## Desenvolvimento e lançamento
O videoclipe foi lançado com o tema de "起 Wonder", uma parte da série Love Yourself em 5 de abril de 2018. Em uma representação de quase nove minutos, o vídeo continua a linha de história do "Bangtan Universe" que é incorporada em muitos vídeoclipes do BTS. O BTS já havia sugerido o título da música, exibindo a palavra Euphoria durante a sua apresentação ao vivo no Melon Music Awards de 2017. Após o lançamento, "Euphoria" foi uma tendência mundial e as buscas pela palavra aumentaram 2883%.

## Apresentações
A música foi apresentada no 2018 KBS Song Festival em 29 de dezembro de 2018.

## MV
O MV mostra cenas de videosclipes anteriores do BTS que continuam sua história no universo, mostrando cada membro como um personagem com diferentes origens e problemas. As cenas de videoclipes anteriores incluem a do membro V pulando no oceano, Jungkook sendo espancado por bandidos, e outros membros presos em incêndios e salas. O Membro Jin recorda as memórias dos sete juntos.
A música começa e é mostrado cenas dos membros se divertindo ao ar livre juntos, felizes e despreocupados, com paralelos de certas cenas com vídeos anteriores. Em um desses paralelos, a música termina quando os sete membros revisitam a beira-do-mar onde V tinha pulado. A música de Debussy toca em que desta vez, em uma espécie de reviravolta alternativa do universo, Jin toma o lugar de V no topo do píer, pronto para pular em vez de V. V parece notar que algo está errado quando Jin olha para os amigos e os grava com sua câmera de vídeo. Parecendo contente, ele sorri antes de sua câmera cair no oceano, sugerindo que Jin pulou.
O videoclipe foi dirigido por Yong Seok Choi da Lumpens. O diretor assistente foi Lee Wonju, da Lumpens. Outro pessoal importante foi Nam Hyunwoo, da GDW, que foi diretor de fotografia, Song Hyunsuk, da Real Lighting, que foi o supervisor, Emma Sungeun Kim, da GE Production, como produtora, e os diretores de arte Park Jinsil e Kim Bona, da MU:E.

## Composição
Musicalmente, tem sido descrita como uma mistura de "tendência com future bass" pela Billboard. Em uma entrevista, o DJ Swivel explicou como "Euphoria" foi feita. Uma guitarra combinada com um piano lidera a abertura da música e, em seguida, a bateria é adicionada. Existem quatro sons diferentes usados para a bateria no começo. Para a parte B, o objetivo era fazer com que a música parecesse aberta e brilhante. O instrumento caracterizado é o som da corda do sintetizador, com uma sub-base que a ancora na seção. Em certas seções da música, as vozes foram colocadas para complementar o vocal principal. Após a seção B, o refrão se torna a parte mais importante da música, sendo construída em torno de um som principal. A tonalidade da música está em Ré maior e tem 105 batidas por minuto.
Em uma entrevista com a Billboard, a compositora Melanie Fontana lembrou que ela queria que o refrão explodisse com algo mais "cativante", mas que a plateia poderia cantar facilmente também. O DJ Swivel afirmou que a música "passa por muitas emoções diferentes" do começo ao fim.

## Recepção
O Grammy descreveu a canção como "um buraco de coelho com pop artístico voltado para o futuro", enquanto a Billboard afirmou que era um grande trabalho e definiu o tom geral de Love Yourself: Answer como otimista.
Nos Estados Unidos, a música vendeu 15 mil cópias digitais na primeira semana de lançamento, chegando em 12º lugar das músicas mais vendidas no país. No Canadá, a música foi a décima nona mais vendida após o lançamento. Mundialmente, ela chegou a ficar em segundo lugar de canções mais vendas.

## Créditos
Os créditos da música são adaptados das notas do álbum Love Yourself: Answer.
- Jordan "DJ Swivel" Young - produtor, todos os outros instrumentos, engenheiro de mixagem
- Candace Nichole Sosa - produtora, guitarra
- Melanie Joy Fontana - produtora
- ”Hitman” Bang - produtor
- Supreme Boi - produtor
- Adora - produtora, refrão, edição digital, engenheira de gravação @ Adorable Trap
- RM - produtor
- Jungkook - refrão
- Slow Rabbit - produção adicional, arranjo do vocal, engenheiro de gravação @ Carrot Express
- Hiss noise - edição digital
- Jeong Wooyeong - edição digital